# Elezioni generali in Honduras del 2013
Le elezioni generali in Honduras del 2013 si tennero il 24 novembre per l'elezione del Presidente e il rinnovo del Congresso nazionale, contestualmente alle elezioni del Parlamento centro-americano.

## Risultati

### Elezioni presidenziali
| Candidati               | Partiti                                     | Voti      | %     |
| ----------------------- | ------------------------------------------- | --------- | ----- |
| Juan Orlando Hernández  | Partito Nazionale dell'Honduras             | 1 149 302 | 36,89 |
| Xiomara Castro          | Libertà e Rifondazione                      | 896 498   | 28,78 |
| Mauricio Villeda        | Partito Liberale dell'Honduras              | 632 320   | 20,30 |
| Salvador Nasralla       | Partito Anticorruzione                      | 418 443   | 13,43 |
| Romeo Vásquez Velásquez | Alleanza Patriottica Honduregna             | 6 105     | 0,20  |
| Orle Solís              | Partito Democratico Cristiano dell'Honduras | 5 194     | 0,17  |
| Jorge Aguilar Paredes   | Partito di Innovazione e Unità              | 4 468     | 0,14  |
| Andrés Pavón            | Partito di Unificazione Democratica - FAPER | 3 118     | 0,10  |
| Totale                  | Totale                                      | 3 115 448 | 100   |

### Elezioni parlamentari
| Liste                                       | Voti       | %     | Seggi |
| ------------------------------------------- | ---------- | ----- | ----- |
| Partito Nazionale dell'Honduras             | 9 255 904  | 33,64 | 48    |
| Libertà e Rifondazione                      | 7 568 392  | 27,51 | 37    |
| Partito Liberale dell'Honduras              | 4 670 157  | 16,97 | 27    |
| Partito Anticorruzione                      | 4 169 245  | 15,15 | 13    |
| Partito di Innovazione e Unità              | 507 958    | 1,85  | 1     |
| Partito di Unificazione Democratica         | 460 814    | 1,67  | 1     |
| Partito Democratico Cristiano dell'Honduras | 444 734    | 1,62  | 1     |
| Alleanza Patriottica Honduregna             | 272 398    | 0,99  | –     |
| Partito di Unificazione Democratica - FAPER | 128 488    | 0,47  | –     |
| Altri                                       | 37 982     | 0,14  | –     |
| Totale                                      | 27 516 072 | 100   | 128   |